# Osaka
La ciutat d'Osaka (japonès: 大阪市,  Ōsaka-shi (?·pàg.)) és la tercera ciutat més gran del Japó amb una població de 2,7 milions d'habitants, malgrat que en horari laboral només la supera Tòquio. Està ubicada a l'illa principal de Honshu (本州, Honshū), a la desembocadura del Riu Yodo a la Badia d'Osaka. La ciutat és un dels ports i centres industrials més importants del Japó, tant com la capital de la Prefectura d'Osaka ({{lang|ja|大阪府}, Ōsaka-fu). Forma part de la regió de Kansai i és el nucli de l'àrea metropolitana d'Osaka-Kobe-Kioto que té una població de 17.510.000 habitants.
Històricament Osaka ha estat considerada un important centre econòmic del Japó. Des del període Kofun on la ciutat es destacà per ser un important port de mercaderies fins al període Meiji i la ràpida industrialització de la ciutat, Osaka és ara i després de Tòquio un dels grans centres econòmics i tecnològics del país.
En l'àmbit polític, des de l'any 2019 la ciutat està governada per una coalició entre els regionalistes del Partit de la Restauració d'Osaka i els demobudistes del Kōmeitō i l'alcalde és n'Ichirō Matsui (PRO), ex-governador d'Osaka i alcalde des de les eleccions del 2019.

## Geografia

### Localització
Situada a la badia d'Osaka amb la qual limita a l'oest, la ciutat d'Osaka està envoltada per altres ciutats dormitori d'aquesta, totes a la prefectura d'Osaka excepte Amagasaki, que es troba al nord-oest i la qual pertany a la prefectura de Hyogo.
El punt més alt de la ciutat es troba a 37,5 metres sobre el nivell de Tòquio al districte de Tsurumi i el punt més baix es troba a 2,2 metres per baix de l'anterior escala al districte de Nishi-Yodogawa.

### Districtes
En ser Osaka una ciutat d'una considerable grandària així com una ciutat designada, Osaka per llei té dret a tindre una sèrie de divisions per sota de l'ajuntament anomenades districtes. Osaka té 24 districtes o chiku (地区, chiku, literalment secció, o sector). Els noms dels barris són seguits pel sufix ku (区).
| Nom               | Japonès  | Superficie (km²) | Població (2020) | Densitat (h/km²) | Creació |
| ----------------- | -------- | ---------------- | --------------- | ---------------- | ------- |
| Abeno             | 阿倍野区 | 5,98             | 110.845         | 18.536           | 1943    |
| Asahi             | 旭区     | 6,32             | 90.733          | 14.356           | 1932    |
| Chūō              | 中央区   | 8,87             | 103.290         | 11.645           | 1989    |
| Fukushima         | 福島区   | 4,67             | 79.450          | 17.013           | 1943    |
| Higashinari       | 東成区   | 4,54             | 83.963          | 18.494           | 1925    |
| Higashi-Sumiyoshi | 東住吉区 | 9,75             | 127.359         | 13.062           | 1943    |
| Higashi-Yodogawa  | 東淀川区 | 13,27            | 177.399         | 13.368           | 1925    |
| Hirano            | 平野区   | 15,28            | 191.940         | 12.562           | 1974    |
| Ikuno             | 生野区   | 8,37             | 129.106         | 15.425           | 1943    |
| Jōtō              | 城東区   | 8,38             | 168.203         | 20.072           | 1943    |
| Kita              | 北区     | 10,34            | 138.844         | 13.428           | 1879    |
| Konohana          | 此花区   | 19,25            | 64.913          | 3.372            | 1925    |
| Minato            | 港区     | 7,86             | 80.536          | 10.246           | 1925    |
| Miyakojima        | 都島区   | 6,08             | 107.573         | 17.693           | 1943    |
| Naniwa            | 浪速区   | 4,39             | 75.732          | 17.251           | 1925    |
| Nishi             | 西区     | 5,21             | 104.695         | 20.095           | 1879    |
| Nishinari         | 西成区   | 7,37             | 108.225         | 14.685           | 1925    |
| Nishi-Yodogawa    | 西淀川区 | 14,22            | 96.113          | 6.759            | 1925    |
| Suminoe           | 住之江区 | 20,61            | 119.838         | 5.815            | 1974    |
| Sumiyoshi         | 住吉区   | 9,40             | 153.015         | 16.278           | 1925    |
| Taishō            | 大正区   | 9,43             | 62.390          | 6.616            | 1932    |
| Tennōji           | 天王寺区 | 4,84             | 81.743          | 16.889           | 1925    |
| Tsurumi           | 鶴見区   | 8,17             | 111.809         | 13.685           | 1974    |
| Yodogawa          | 淀川区   | 12,64            | 183.813         | 14.542           | 1974    |
| Osaka City        | 大阪市   | 225,21           | 2.751.527       | 12.218           | 1879    |

### Pla metropolità
Quan en Tōru Hashimoto i el Partit de la Restauració d'Osaka van arribar al poder (primer al govern prefectural i després a l'ajuntament) van proposar la transformació d'Osaka (prefectura i ciutat) en un mateix òrgan polític-administratiu (a l'estil de la metròpoli de Tòquio) que estalviaria recursos de la zona i permetria un major dinamisme segons els ponents del pla. Davant la negativa dels ajuntaments dels altres municipis, el govern municipal d'Osaka i el prefectural (ambdós del PRO) van decidir fer un pla de reducció de districtes per fer aquests com a districtes especials com els de Tòquio. Es va organitzar el referèndum sobre el projecte de metròpolis d'Osaka de 2015, al qual va guanyar el "NO" per un estret marge. Al 2019, amb una majoria prefectural i municipal revalidada i amb el govern de Sakai a les seues mans, el PRO va tornar a proposar un segon referèndum per al 2020 amb un nou pla de quatre districtes especials. Els demobudistes del Kōmeitō van donar suport a aquest projecte, tot i la negativa inicial (2015) del PLD, el qual va donar suport a la segona convocatòria.

### Clima
Osaka es troba a una zona de clima subtropical humit amb quatres estacions de l'any diferenciades. Els hiverns d'Osaka són generalment suaus amb el gener com el mes més fred arribant a temperatures mitjanes de 9,3 graus. A Osaka rarament neva durant l'hivern. La primavera d'Osaka comença suau per a acabar amb calor i humitat. La primavera també sol ser l'estació més humida a la ciutat amb l'estació de les pluges des de principis de juny fins a finals de juliol. Les dates usuals d'inici i fi de l'estació de pluges és del 7 de juny al 21 de juliol respectivament. Els estius són molt calorosos i humits. A l'agost, el més més calorós, la temperatura mitjana diària assoleix els 33,5 graus, baixant a la nit fins als 25,5 graus de mitjana. La tardor a Osaka comença amb una tendència a la frescor, amb la primera part de l'estació que sembla encara a l'estiu i amb la darrera part que és més pareguda a l'hivern. Les precipitacions a Osaka són abundants, sent l'hivern l'estació més seca i el juny el més amb majors precipitacions durant l'estació de pluges, que finalitza el juliol. Des de les darreries del juliol a les d'agost la calor i la humitat pugen baixant alhora les precipitacions. Osaka experimenta una segona temporada de pluges des de setembre fins a principis d'octubre, quan existeix la possibilitat de patir els tifons que venen del sud.

## Història

### Prehistòria al període Kofun
La ciutat d'Osaka fou originalment anomenada com Naniwa (難波), i apareix en documents històrics japonesos. L'emperador Kotoku va fer de l'àrea la seva capital, i l'anomenà Naniwa-no-miya (Palau de Naniwa). La durada d'aquesta capital fou des del 652 fins al 655.
Històricament Naniwa ha estat un punt terminal de la via marítima des de l'oest, Kyūshū, Corea i la Xina i una connexió fluvial entre la província de Yamato a l'est (actual Prefectura de Nara) i la província de Yamashiro al nord-oest (actual Prefectura de Kioto). Tanmateix, els sediments que han portat el riu s'han tornat un problema que va superar les possibilitats tècniques de manteniment portuàries del Japó del segle ix i, per tant, Naniwa fou perdent importància.

### Des del Període Heian fins a l'Edo
El 1496, la secta budista Jodo Shinshu va construir la seva caserna general a l'altament fortificat Temple Ishiyama Honganyi, a l'Ishiyama. El 1576, Oda Nobunaga lloc del temple durant quatre anys, fins a la rendició dels monjos el 1580. El temple fou destruït i Toyotomi Hideyoshi utilitzà el lloc per la construcció del seu propi castell, el Castell d'Osaka, del qual Hideyoshi és considerat el fundador de l'actual Osaka. La prosperitat de la ciutat s'incrementà durant l'Era Edo, període en el qual Osaka funcionava com el centre econòmic del Japó.
A l'edat mitjana, Osaka es deia Ozaka (大坂, Ōzaka) fins al període pre-modern. Al començament de l'Era Meiji, el govern reanomenà la ciutat com Osaka (大阪, Ōsaka), nom que conserva en l'actualitat. Osaka va continuar el seu desenvolupament però fou gradualment superat com a centre de poder econòmic i polític amb la designació de Tòquio com la capital de la nació japonesa, principalment des del segle xx.

## Política i govern

### Assemblea municipal
La composició del ple municipal d'Osaka és la següent:
| Partit | Partit                                        | Partit | Regidors |
| ------ | --------------------------------------------- | ------ | -------- |
|        | Associació de la Restauració d'Osaka          | OIK    | 39 / 83  |
|        | Partit Liberal Democràtic                     | PLD    | 19 / 83  |
|        | Kōmeitō                                       | KMT    | 18 / 83  |
|        | Partit Comunista Japonés                      | PCJ    | 4 / 83   |
|        | Connectem amb els ciutadans-La Vida el primer | Ind    | 2 / 83   |
|        | Osaka Districte Central                       | Ind    | 1 / 83   |
|        | Escons vacants                                |        | 0 / 83   |

### Alcaldes
En aquesta taula només es reflecteixen els alcaldes democràtics, és a dir, des de l'any 1947.
| Alcalde            | Inici del mandat | Fi del mandat | Partit | Partit |
| Hirō Kondō         | 1947             | 1951          |        | PSJ    |
| Mitsuji Nakai      | 1951             | 1963          |        | PD     |
| Kaoru Chūma        | 1963             | 1971          |        | Ind    |
| Yasushi Ōshima     | 1971             | 1987          |        | Ind    |
| Masaya Nishio      | 1987             | 1995          |        | Ind    |
| Takafumi Isomura   | 1995             | 2003          |        | Ind    |
| Junichi Seki       | 2003             | 2007          |        | Ind    |
| Kunio Hiramatsu    | 2007             | 2011          |        | Ind    |
| Tōru Hashimoto     | 2011             | 2015          |        | PRO    |
| Hirofumi Yoshimura | 2015             | 2019          |        | PRO    |
| Ichirō Matsui      | 2019             | -             |        | PRO    |

### Símbols
El símbol de la ciutat d'Osaka és l'anomenat Miotsukushi. El disseny de l'actual escut deriva del Miotsukushi, un antic senyal de navegació a la badia d'Osaka que indicava als vaixells la profunditat de l'aigua. En el passat hi van existir diferents Miotsukushi per tota la ciutat, a la badia i al delta del riu Yodo.
Es va oficialitzar com a símbol heràldic de la ciutat el 12 d'abril de 1894. Com a símbol municipal rep les dignitats d'emblema oficial tant en símbol com en bandera i es troba present als llocs oficials junt al hinomaru i l'ensenya prefectural. El símbol del Miotsukushi està present també als autobusos municipals, al sistema de metro i als cotxes dels bombers i la policia.

## Economia
Al període Edo Osaka ha estat el centre del comerç japonès. En l'actualitat, unes companyies importants han mogut les seves oficines principals a Tòquio, però diverses companyies com ara Panasonic, Sharp i Sanyo, segueixen operant des d'Osaka. El 2006 la ciutat va començar un programa per a aturar aquest èxode.

### Turisme
Osaka està dividida en seccions Nord (北, kita) i Sud (南, minami). L'àrea comercial del districte d'Umeda (梅田) està ubicat al nord, mentre que l'àrea de lleure dels voltants del Pont Dotonbori (道頓堀橋, dōtonboribashi) an Namba, al sud de la ciutat. El sud també allotja els centres comercials de Shinsaibashi i Tenjinbashi. Els centres financers i jurídics estan ubicats entre el nord i el sud, principalment a Yodoyabashi i Honmachi.

## Societat

### Demografia
La població aproximada de l'any 2003 és de 2.624.129 habitants, amb una densitat de població d'11.857,79 persones per quilòmetre quadrat. L'àrea total és de 221,30 km²
| 1890      | 1900      | 1910      | 1920      | 1930      | 1940      | 1950      |
| --------- | --------- | --------- | --------- | --------- | --------- | --------- |
| ???       | 881.344   | 1.239.373 | 1.786.627 | 2.477.969 | 3.300.714 | 2.015.350 |
| 1960      | 1970      | 1980      | 1990      | 2000      | 2010      | 2020      |
| 3.011.563 | 2.980.487 | 2.648.180 | 2.623.801 | 2.598.774 | 2.666.371 | 2.743.735 |

#### Residents estrangers
Al voltant de 118.000 estrangers resideixen a la ciutat, essent la comunitat coreana amb 96.000 habitants la més gran. La comunitat coreana està principalment concentrada a Ikuno-ku (生野区) on es troba el barri coreà de Tsuruhashi.

### Llengua
La gent d'Osaka parla un dialecte del japonès anomenat dialecte d'Osaka (大阪弁, Ōsaka-ben), el qual és un subdialecte del dialecte de Kansai, que es caracteritza entre altres coses per l'entonació diferent i l'ús de la inflexió verbal hen (へん) o hin (ひん) en comptes del nai (ない) estàndard per la conjugació negativa de verbs.

## Cultura
Osaka és famós pels seus bunraku (teatre de titelles tradicional), i teatre kabuki, i pel manzai, una forma contemporània de diàlegs còmics.
- El Castell d'Osaka (大坂城, Ōsaka-jō), considerat l'atracció turística més visitada de tot el Japó, tant entre turistes locals com estrangers.
- L'Aquari d'Osaka (海遊館 Kaiyūkan), un aquari situat a la badia d'Osaka, que conté 35.000 animals aquàtics a 14 tancs, dels quals el més gran del món, amb 5.400 tones d'aigua i diverses espècies incloent-hi el tauró balena.
- El districte Shinsekai (新世界) i la Torre d'Osaka (通天閣, Tsūtenkaku).
- Nombrosos parcs de temàtics i de lleure, incloent-hi l'Universal Studios Japan, i Expoland.
- El Museu de la Ciutat d'Osaka.
- El Museu municipal de ceràmiques orientals.
- El Parc Sumiyoshi.
- Shi Tennō-ji, temple budista

## Transport
L'Aeroport Internacional de Kansai és el principal aeroport. És en una illa artificial rectangular construïda a la badia d'Osaka, i també l'utilitzen les ciutats del voltant, com Nara, Kobe o Kioto, entre d'altres. Kansai (関西) és el terme geogràfic per a l'àrea occidental de Honshu. L'aeroport està connectat per serveis d'autobús i tren cap al centre de la ciutat, així com als suburbis més importants. L'anterior Aeroport Internacional d'Osaka a Itami continua funcionant per vols domèstics.

### Ferrocarrils
A més d'una xarxa de metro, hi ha xarxes de trens tant de línies de l'empresa Japan Railways com d'altres empreses privades, que connecten els suburbis de la ciutat i Osaka amb les seves ciutats veïnes.

## Ciutats agermanades
Osaka està agermanada amb vuit ciutats i manté relacions comercials importants amb altres ciutats.
Ciutats agermanades:
- Xangai, Xina
- Sant Petersburg, Rússia
- San Francisco, Estats Units
- São Paulo, Brasil
- Chicago, Estats Units
- Melbourne, Austràlia
- Milà, Itàlia
- Hamburg, Alemanya

Ciutats amigues:
- Buenos Aires, Argentina
- Budapest, Hongria

## Osaka a la ficció
- Mitsune Kono de l'anime Love Hina és oriünda d'Osaka.
- En la versió 2005 de La guerra dels mons, Ogilvy fa esment a Ray Ferrier com algunes persones a Osaka aconseguiren combatre els invasors.
- Osaka és el sobrenom d'una distreta estudiant de secundària oriünda d'aquesta ciutat, del qual el nom real és Ayumu Kasuga, en el manga i a l'anime Azumanga Daioh.
- La ciutat, i més concretament el barri de Dotonbori, apareix com a escenari en un dels combats més importants del manga Gantz així com en la pel·lícula Gantz 0.

## Persones il·lustres
- Tujiko Noriko, música.
- Yasunari Kawabata (1899-1972) escriptor, Premi Nobel de Literatura de l'any 1968.
- Leo Esaki o Reona Esaki (1925) físic, Premi Nobel de Física de l'any 1973.
- Yoshie Kashiwabara (1965) cantant japonesa.